# Церамский бандикут
Церамский бандикут (лат. Rhynchomeles prattorum) — эндемичный представитель отряда Peramelemorphia с индонезийского острова Серам (или ранее Церам), принадлежащего Молуккским островам. Единственный вид в роде Rhynchomeles. Его ископаемые остатки также были обнаружены на Хальмахере, другом Молуккском острове. Вид находится под угрозой исчезновения или, возможно, уже вымер.

## Описание
Мех у этих животных шоколадно-коричневый, белесым может быть только грудь и передние лапы. Черный хвост почти безволосый. Поражают удлиненная морда и маленькие овальные ушки. За исключением полностью лишенного меха хвоста, этот вид похож на колючих бандикут. Длина тела церамского бандикута от 25 до 33 сантиметров, длина их хвоста от 11 до 13 сантиметров.

## История изучения
Видовое название дано Олдфилдом Томасом в честь Чарльза, Феликса и Джозефа Праттов, трёх братьев, которые собирали коллекции в Индонезии и на Новой Гвинее. Они были сыновьями известного путешественника и натуралиста Антверпа Эдгара Пратта (1852—1924).
Вид был описан по серии из семи экземпляров, собранной в 1920 году на индонезийском острове Церам, что является единственным упоминанием о его существовании. Типовые экземпляры были собраны в горном тропическом лесу в национальном парке Манусела, причем один экземпляр был добыт на высоте 1900 метров над уровнем моря.

## Охранный статус
МСОП причисляет церамского бандикута к «Вымирающим видам» (EN) из-за его ограниченного распространения. Сохранению вида, если он ещё существует, угрожает вырубка низинных лесов вблизи его типовой местности. Интродукция на острове домашних свиней, собак и диких животных может вызвать сокращение популяции.
Окрестности типового местонахождения этого вида не исследовались, хотя предполагалось его обитание на острове Буру. Некоторые исследователи считают, что этот вид вымер; экспедиция 1991 года по поиску церамских бандикутов не увенчалась успехом. Другие утверждают, что их всё ещё можно найти в нетронутых местах, что подтверждают беседами с жителями острова Серам, которые говорят, что видели животных.